# Северная Калифорния
Северная Калифорния (англ. Northern California) — северная часть американского штата Калифорния. Самые большие города в регионе — Сан-Хосе, Сан-Франциско, Сакраменто и Окленд. Северная Калифорния отличается средиземноморским климатом.
Коренные американцы прибыли в Северную Калифорнию по крайней мере ещё 8000 — 5000 до н. э., и, возможно, даже значительно раньше, и последовательные волны прибывших сделали эту местность одной из самых густонаселенных районов доколумбовой Северной Америки.
Прибывшие европейские исследователи с начала XVI до середины XVIII века не создали европейских поселений в Северной Калифорнии. В 1770 году испанские миссии в Монтерее основали первое европейское поселение в районе.